# Michael Snow
Michael Snow   (Toronto, 10 de desembre de 1928 - Toronto, 5 de gener de 2023) fou un artista canadenc, considerat el pare del cinema estructuralista i reconegut pioner del videoart, era un artista multidisciplinari amb una llarga producció de pel·lícules experimentals, instal·lacions, escultures, vídeo, fotografia i música.
La pel·lícula Wavelength, del 1967, el va consagrar com a creador d'un nou llenguatge fílmic. Snow també era músic i va fundar el grup CCMC, que interpretava música experimental propera al jazz. En tots els mitjans on va treballar va explorar les possibilitats expressives de la imatge i del so. S'interessava més per les qüestions formals que per la pura narrativitat, i les seves obres es valien de zooms, panoràmiques i exploracions amb la càmera per descobrir les possibilitats del mitjà fílmic. Formava part de la generació d'artistes minimalistes a la qual també pertanyen Bruce Nauman i Richard Serra.
Snow tenia obra a institucions com ara al Centre Pompidou de París, al Montreal Museum of Fine Arts del Canadà, al Haifa Museum of Art d'Israel i al MACBA. Des dels seus inicis a les Documenta 5 i 6 de Kassel (Alemanya) el 1972 i 1977, va exposar en nombroses ciutats d'Europa i Estats Units.
Snow va ser premiat en molts festivals de cinema experimental arreu del món i les seves interpretacions musicals es van escoltar als Estats Units, Europa i al Japó. Amb una nombrosa bibliografia sobre el seu treball visual i sonor, va generar també una àmplia discografia.

## Obres destacades
- High school / Michael Snow. Collage/ dibuix/ material gràfic, 1979[3]
- 56 Boomgedichten = 56 Troe Digte / Michael Snow. Collage/ dibuix/ material gràfic, 1999[4]
- Cover to cover / Michael Snow. Collage/ dibuix/ material gràfic, 1975[5]
- So is This. Mèdia, 1982[6]
- Hearing Aid. Mèdia, 1976[7]